# K-219
K-219 – radziecki okręt podwodny z napędem jądrowym projektu 667AU (NATO: Yankee I) Floty Północnej, zwodowany w 1971 roku. W skład uzbrojenia okrętu wchodził system rakietowy D-5U z 16 pociskami SLBM średniego zasięgu R-27U (NATO: SS-N-6 SERB). 3 października 1986 roku podczas patrolu 970 km na wschód od Bermudów, doszło do wywołanej dekompresją wyrzutni eksplozji pocisku, co wywołało pożar okrętu. Po wynurzeniu awaryjnym jednostki, 6 października 1986 roku okręt SSBN zatonął w trakcie holowania, na głębokości 5 500 metrów.

## Historia
3 października 1986 roku na okręcie, dowodzonym przez Igora Britanowa, patrolującym u wybrzeży Stanów Zjednoczonych, doszło do zalania szóstego silosu rakietowego i eksplozji paliwa pocisku balistycznego. W efekcie fatalnych dla okrętu zdarzeń (zalanie, eksplozja, emisja trujących gazów, skażenie radioaktywne, pożar) nastąpiła utrata kontroli nad jednym z dwóch reaktorów. Pręty hamujące reakcję łańcuchową opuścił ręcznie marynarz Siergiej Preminin (który zmarł z braku tlenu, nie mogąc się wydostać z przedziału reaktora), nie dopuszczając do zniszczenia reaktora i skażenia środowiska. W wyniku uszkodzeń okręt zatonął 6 października 1986 roku. Ze 119 członków załogi uratowano 115.
Według oświadczenia Związku Radzieckiego, wypadek był efektem kolizji K-219 z amerykańskim okrętem podwodnym USS „Augusta” (SSN-710). Marynarka wojenna Stanów Zjednoczonych oficjalnie zaprzeczyła jednak, aby „Augusta” uczestniczyła w kolizji z radzieckim okrętem, także dowodzący radziecką jednostką kpt. II rangi Igor A. Britanow oświadczył, iż żadna kolizja nie miała miejsca.